# Their Satanic Majesties Request
Their Satanic Majesties Request – szósty w Wielkiej Brytanii i ósmy w Stanach Zjednoczonych album grupy The Rolling Stones.

## Lista utworów
Autorami wszystkich utworów są Mick Jagger i Keith Richards, z wyjątkiem „In Another Land” autorstwa Billa Wymana.
Strona 1
| 1. | „Sing This All Together”                    | 3:46  |
|    |                                             |       |
| 2. | „Citadel”                                   | 2:50  |
|    |                                             |       |
| 3. | „In Another Land”                           | 3:15  |
|    |                                             |       |
| 4. | „2000 Man”                                  | 3:07  |
|    |                                             |       |
| 5. | „Sing This All Together (See What Happens)” | 8:33  |
|    |                                             |       |
|    |                                             | 21:31 |
|    |                                             |       |
Strona 2
| 1. | „She's a Rainbow”            | 4:35  |
|    |                              |       |
| 2. | „The Lantern”                | 4:23  |
|    |                              |       |
| 3. | „Gomper”                     | 5:08  |
|    |                              |       |
| 4. | „2000 Light Years from Home” | 4:45  |
|    |                              |       |
| 5. | „On with the Show”           | 3:39  |
|    |                              |       |
|    |                              | 22:30 |
|    |                              |       |

## Muzycy
- Mick Jagger – śpiew, śpiew towarzyszący, perkusja
- Keith Richards – elektryczna gitara, gitara basowa, śpiew towarzyszący, akustyczna gitara
- Brian Jones – pianino, saksofon, róg, trąbka, flet, sitar, organy, melotron, elektryczny dulcymer, koncertowa harfa, śpiew towarzyszący, perkusja
- Charlie Watts – perkusja
- Bill Wyman – gitara basowa, śpiew, śpiew towarzyszący, perkusja
- Nicky Hopkins – pianino, organy, klawesyn
- Ronnie Lane – śpiew towarzyszący
- Steve Marriott – śpiew towarzyszący, akustyczna gitara
- Ian Stewart – organy
- Eddie Kramer – perkusja
- Anita Pallenberg – śpiew
- John Lennon – śpiew
- Paul McCartney – śpiew

## Listy przebojów

### Album
| Rok  | Lista                | Pozycja |
| ---- | -------------------- | ------- |
| 1967 | UK Albums Chart      | 7       |
| 1968 | UK Albums Chart      | 3       |
| 1967 | Billboard Pop Albums | 5       |
| 1968 | Billboard Pop Albums | 2       |

### Single
| Rok  | Single            | Lista                 | Pozycja |
| ---- | ----------------- | --------------------- | ------- |
| 1967 | „In Another Land” | The Billboard Hot 100 | 87      |
| 1968 | „She's a Rainbow” | The Billboard Hot 100 | 25      |

## Certyfikaty i sprzedaż
| Kraj                                   | Certyfikat    | Sprzedaż |
| -------------------------------------- | ------------- | -------- |
| Stany Zjednoczone (RIAA)               | złota płyta   | 500 000+ |
| Wielka Brytania (BPI) (wydanie z 2006) | srebrna płyta | 60 000+  |